# Вагнер, Роберт (серийный убийца)
Роберт Джозеф Вагнер (англ. Robert Joe Wagner; 28 ноября 1971) — австралийский серийный убийца. В настоящее время отбывает десять последовательных сроков пожизненного заключения без права на условно-досрочное освобождение. Он входил в преступную группу в городе Сноутаун и вместе с другими участниками совершил убийства десятерых человек.

## Банда убийц
Преступники убивали тех людей, которые, главным образом по мнению главаря Джона Бантинга, были педофилами. Также они убивали тех, к кому чувствовали неприязнь — например, толстых людей, гомосексуалов и наркоманов. Большинство жертв были друзьями или знакомыми по крайней мере одного из членов банды. Над некоторыми жертвами, перед тем, как их убить, преступники подолгу издевались, используя для этого ножи, щипцы, плоскогубцы и электрошокеры. Части тела последней жертвы убийцы зажарили и съели. Вагнер принимал в этом непосредственное участие. Журналисты окрестили его и главаря банды Джона Бантинга «худшими из серийных убийц Австралии».

## Суд и приговор
При оглашении приговора Вагнер поднялся и заявил: «Педофилы проделывали с детьми ужасные вещи. Власти бездействовали. Я решил принять меры. Спасибо». 27 сентября 2002 года Вагнер признал себя виновным в трех убийствах и заявил, что не причастен ещё к семи. Но в конечном итоге была доказана его вина во всех десяти убийствах. В итоге суд приговорил Бантинга к одиннадцати срокам пожизненного лишения свободы, Вагнера — к 10 срокам пожизненного срока лишения свободы (оба — без права на досрочное освобождение), Влассакис получил 4 срока пожизненного заключения с возможностью условно-досрочного освобождения не ранее чем через 26 лет, Хейдон приговорен к 25 годам лишения свободы.